# Хормон
Хормон (од Грчког όρμή - покренути, пробудити) је хемијски гласник између ћелија (или групе ћелија). То су органска једињења различите хемијске природе, која делују у малим количинама. Њихово деловање је специфично па недостатак доводи до карактеристичних промена у организму. Сви вишећелијски организми организми производе хормоне (укључујући биљке - фитохормони).
Функција хормона је да служи као сигнал до циљне ћелије; активност хормона је детерминисана начином секреције и преносним сигналом примајућег ткива. Хемијски гласници, које синтетизују неурони чине неуро-хормоне, а друге посебне ћелије синтетизују „класичне“ хормоне. Најпознатији животињски хормони су произведени у ендокриним жлездама кичмењака, али хормони се производе у скоро сваком органском систему и ткиву у животињском телу.
Хормонски молекули се излучују (пуштају) директно у крвоток. Хормони се крвљу преносе до места где треба оставити „поруку“, то јест до места деловања. То су посебна ткива, специфична за сваки хормон, тзв. циљана ткива. На ћелијама циљаних ткива налазе се специфичне молекулске структуре, рецептори. Они се могу налазити и у самим ћелијама. Хормони „проналазе“ циљана ткива „препознајући“ своје рецепторе, реагују са њима на специфичан начин и низом хемијских реакција изазивају метаболички ефекат у ћелији.
Неки хормони звани ектохормони се не излучују у крвоток, они се крећу циркулацијом или дифузијом до циљних ћелија, које могу бити оближње ћелије (паракрине активност) у оквиру истог ткива или ћелије удаљених органа у телу.

## Хијерархијска природа хормонске контроле
Хормонска регулација метаболичких активности укључује хијерархију типова ћелија које утичу једна на другу било да би стимулисали или изменили ослобађање или активност одређеног хормона. Секреција хормона из узастопних нивоа ендокриних ћелија је стимулисана хемијским сигналима који потичу из виших ћелија у хијерархијском систему. Као што се види на доњем дијаграму главни координатор хормонске активности код сисара је хипоталамус који реагује на инпут примљен из централног нервног система.

## Хормонска сигнализација
Слање хормонских сигнала кроз ову хијерархију укључује следеће:
1. Биосинтезу одређеног хормона у одређеном ткиву.
2. Складиштење и секрецију хормона.
3. Пренос хормона до циљне ћелије(ћелија).
4. Препознавање хормона од стране повезане ћелијске мембране или интраћелијског рецепторског протеина.
5. Преношење и појачавање примљеног хормонског сигнала преко процеса преноса сигнала. Овај процес потом води ка ћелијској реакцији. Реакција циљне ћелије може бити препозната по оригиналном хормону од стране ћелије која производи тај хормон, водећи до дерегулације у производњи хормона. Ово је пример хомеостатичке негативне повратне везе.
6. Деградација  хормона.

Хормонске биосинтетичке ћелије су типична врста специјализованих ћелија које се налазе у оквиру посебних ендокриних жлезда (на пример тироидне жлезде, оваријуму или тестису). Хормони могу да напусте биосинтезу или слање ћелија путем процеса егзоцитозе или другог процеса мембранског преношења. Међутим, хијерархијски модел је више од поједностављивања хормонског сигналног процеса. Ћелијски примаоци одређеног хормонског сигнала уобичајено могу бити један од више типова ћелија и налазити се у оквиру већег броја различитих ткива. Различити типови ткива могу имати различите реакције на исти хормонски сигнал. Услед овога, хормонско сигнализирање је веома компликовано и тешко је применити дисецирање у анализи.

## Интеракција са рецепторима
Већина хормона започиње ћелијску реакцију на бази иницијалног комбиновања са специфичним интраћелијским или рецепторским протеином повезаним са ћелијском мембраном. Ћелије могу имати различите рецепторе који препознају исти хормон и активирају различите путеве преноса сигнала, или алтернативно различити хормони и њихови рецептори могу да користе исти биохемијски процес.
За већину хормона, укључујући већину протеинских хормона, рецептор је повезан са мембраном и уграђен у плазму мембране на површини ћелије. Интеракција хормона и рецептора уобичајено изазива низ секундарних ефеката у оквиру цитоплазме ћелије, често укључујући фосфорилацију или дефосфорилацију различитих цитоплазматичних протеина, промене у пропустљивости јонских канала или повећање концентрације интраћелијских молекула који се могу понашати као секундарни преносиоци (на пример циклични АМП).
За хормоне као што су стероиди или хормони тироидне жлезде, њихови рецептори су смештени интраћелијски у оквиру цитоплазме њихове циљне ћелије. Да би везали своје рецепторе ови хормони морају да прођу ћелијску мембрану. Комбиновани хормон-рецептор комплекс потом се помера дуж нуклеарне мембране у језгро ћелије, где се везује за специфичну ДНА секвенцу, повећавајући или неутралишући акцију одређених гена и утичући на протеинску синтезу. Међутим, као што се показало нису сви стероидни рецептори лоцирани интраћелијски, неки су повезани са ћелијском мембраном.
Рецептори већине пептидних, као и многих еикосаноидних хормона, су смештени у ћелијској мембрани на површини ћелије и већина тих рецептора припада класи Г протеин спрегнутих рецептора (ГПЦР), протеина са седам трансмембранских алфа хеликса. Интеракција хормона и рецептора типично иницира каскаду секундарних ефеката у ћелијској цитоплазими, што обично обухвата фосфорилацију или дефосфорилацију разних других цитоплазматичних протеина, промене пропустљивости јонских канала, или повећане концентрације интрацелуларних молекула који могу да делују као секундарни гласници (e.g., циклични АМП). Неки од протеинских хормона такође формирају интеракције са [[интрацелуларни]м рецепторима лоцираним у цитоплазми или једру путем интракриног механизма.
У случају стероидних или тироидних хормона, рецептори су лоцирани унутар ћелије у цитоплазми циљне ћелије. Ти рецептори припадају фамилији нуклеарних рецептора који су лигандом активирани транскрипциони фактори. Да би се везали за своје рецепторе, ти хормони прво морају да прођу кроз ћелијску мембрану. До тога може да дође зато што су они растворни у липидима. Комбиновани комплекс хормона и рецептора се затим премешта кроз мембрану у ћелијско једро, где се везује за специфичне ДНК секвенце. Тиме се регулише изражавање појединих гена, и стога повећавају нивои протеина кодираних тим генима. Показано је да сви стероидни рецептори нису лоцирани унутар ћелије. Неки су везани за ћелијску мембрану.
Важно је узети у обзир и формирање ефикасне концентрације хормонско-рецепторских комплекса која одређује ниво на ком је начин преноса ћелијског сигнала активиран у реакцији на хормонски сигнал. Концентрација хормонско-рецепторског комплекса се ефикасно одређује на бази три фактора:
1. Расположивог броја хормонских молекула за комплексну формацију
2. Расположивог броја рецепторних молекула за комплексну формацију и
3. Везивног афинитета између хормона и рецептора.

Углавном број хормонских молекула који су на располагању за комплексну формацију је кључни фактор у одређивању нивоа на ком је преноса сигнала активиран. Број расположивих молекулских хормона одређен концентрацијом циркулишућег хормона је под утицајем нивоа и степена секреције биосинтетичких ћелија. Број рецептора на површини ћелије пријемника такође може да буде разнолик као и афинитет између хормона и његових рецептора.

## Физиологија хормона
Већина ћелија је способна да произведе један или више молекула који се понашају као сигнални молекули за друге ћелије, мењајући њихов раст, функцију или метаболизам. Класични хормони произведени од стране ендокрине жлезде су ћелијски производи, специјализовани да служе као регулатори на нивоу целог организма. Међутим они могу испољавати и своје ефекте у оквиру ткива у ком се производе и иницијално ослобађају.
Степен хормонске биосинтезе и секреције је често регулисан путем контролног механизма хомеостатичке негативне реакције. Овај механизам зависи од фактора који утичу на метаболизам и лучење хормона.
Лучење хормона може бити стимулисано или инхибирано:
- Другим хормонима (стимулишућим - или ослобађајућим – хормонима)
- Концентрацијом плазме јона или хранљивих састојака, као и обавезним глобулинима
- Неуронима и менталном активношћу
- Променама средине, на пример светлости или температуре.

Посебна група хормона су тропни хормони који стимулишу продукцију хормона других ендокриних жлезда. На пример, тиреостимулишући хормон (ТСХ) проузрокује раст и повећава активност друге ендокрине жлезде, тироидне жлезде, који повећава производњу тироидних хормона.
Недавно је идентификована класа хормона који су врсте хормона глади – грелин, орексин и ПЗЗ 3-36 и хормона ситости – на пример лептин, обестатин, несфатин-1.
У циљу брзог ослобађања активних хормона у крвоток, ћелије биосинтетичких хормона могу производити и чувати биолошке неактивне хормоне у виду пре- или прохормона. Ови потом могу брзо бити, као резултат одговарајућих стимуланса, конвертовани у своје активне форме хормона.

## Хормонски ефекти
Ефекти хормона су различити, али могу укључити:
- стимулацију или инхибицију раста,
- почетак или спречавање апоптоза (програмираног одумирања ћелије)
- активирања или инхибиције имунског система
- регулисања метаболизма
- припреме за нову активност (на пример, борбености, бежања, парења)
- припреме за нову животну фазу (на пример пубертет, брига за потомство, менопауза)
- контролисање репродуктивног циклуса.

У доста случајева, један хормон може регулисати производњу и ослобађање других хормона.
Велики број реакција на хормонске сигнале може се описати у смислу да служе у регулисању метаболичких активности органа или ткива.

## Хемијске класе хормона
Хормони кичмењака се могу поделити у три хемијске класе:
- Амино-изведени хормони су деривати аминокиселина тирозина и триптофана. Примери су катехоламин и тироксин.
- Пептидни хормони се састоје од ланаца аминокиселина. Примери малих пептидних хормона су ТРХ и вазопресин. Пептиди који се састоје од збира или стотина аминокиселина су познати као протеини. Примери протеинских хормона укључују инсулин и хормон раста. Сложенији протеински хормони носе / стварају карбохидрантну страну ланца и називају се гликопротеинским хормонима. Гликопротеински хормони су лутеински хормони, фоликулостимулишући хормони и тироидно-стимулишући хормони.
- Липиди и фосфолипидно изведени хормони су деривати липида као што су линолеинска киселина и арахидонична киселина и фосфолипиди. Главна класа су стероидни хормони који су производ холестерола и еикосаноид. Примери хормона стероида су тестостерон и кортизол. Хормони стерола као што је калкитриол су хомологан систем. Надбубрежна опна и полни орган су примарни извори стероидних хормона. Пример еикосаноид је доста проучаван простагландин.

## Фармакологија
Доста хормона и њихових аналогија се користи као лек. Најчешће преписивани хормони су естроген и прогестерон (као метод хормонске контрацепције и као ХРТ), тироксин (као левотироксин, за хипотироиду) и стероиди (за аутономне болести и неколико дисајних поремећаја). Доста дијабетичара користи инсулин. Фармаколошки еквиваленти адреналина се веома користе за добијање локалних препарата у оториноларингологији, док креме на бази стероида и витамина Д се често користе у дерматолошкој пракси.
“Фармаколошка доза” хормона означава медицинску дозу у смислу количине хормона која је много виша од оне која се природно јавља у здравом организму. Ефекти фармаколошких доза хормона могу бити различити у поређењу са реакцијама на количину која се природно јавља у организму и може бити корисна у терапијске сврхе. Пример фармаколошке дозе је гликокортикоид у циљу смањења запаљењских процеса.

## Важни људски хормони
| Структура            | Име                                                                | Скраћеница   | Ткиво                                 | Ћелије                    | Механизам      |
| -------------------- | ------------------------------------------------------------------ | ------------ | ------------------------------------- | ------------------------- | -------------- |
| амин - триптофан     | Мелатонин (N-ацетил-5-метокситриптамин)                            |              | епифиза                               | пинелоцит                 |                |
| амин - триптофан     | Серотонин                                                          | 5-ХТ         | CNS, GI тракт                         | ентерохромафин ћелија     |                |
| амин - тирозин       | Тироксин (тироидни хормон)                                         | T4           | тироидна жлезда                       | тироидна епителна ћелија  | директно       |
| амин - тирозин       | Тријодотиронин (тироидни хормон)                                   | T3           | тироидна жлезда                       | тироидна епителна ћелија  | директно       |
| амин - тирозин (кат) | Епинефрин (или адреналин)                                          | ЕПИ          | срж надбубрежне жлезде                | хромафин ћелија           |                |
| амин - тирозин (кат) | Норепинефрин (или норадреналин)                                    | НРЕ          | срж надбубрежне жлезде                | хромафин ћелија           |                |
| амин - тирозин (кат) | Допамин                                                            | ДПМ          | хипоталамус                           |                           |                |
| пептид               | Антимулериан хормон (или мулериан инхибирајући фактор или хормоне) | АМХ          | тестис                                | Сертоли ћелије            |                |
| пептид               | Адипонектин                                                        | Ацрп30       | сало                                  |                           |                |
| пептид               | Адренокортикотропин (или кортикотропин)                            | АЦТХ         | предњи режањ хипофизе                 | кортикотропе              | цАМП           |
| пептид               | Ангиотенсиноген и ангиотенсин                                      | АГТ          | јетра                                 |                           | ИП3            |
| пептид               | Антидиуретички хормон (или вазопресин, аргинин вазопресин)         | АДХ          | Задњи режањ хипофизе                  |                           | променљиво     |
| пептид               | Атриопептин                                                        | АНП          | срце                                  |                           | цГМП           |
| пептид               | Калкитонин                                                         | ЦТ           | тироидна жлезда                       | парафолицуларне ћелије    | цАМП           |
| пептид               | Холецистокинин                                                     | CCK          | дванаестопалачно црево                |                           |                |
| пептид               | Кортикотропин- ослобађајући хормон                                 | ЦРХ          | хипоталамус                           |                           | цАМП           |
| пептид               | Еритропоиетин                                                      | ЕПО          | бубрег                                |                           |                |
| пептид               | фоликулостимулишући хормон                                         | ФСХ          | предњи режањ хипофизе                 | гонадотропе               | цАМП[          |
| пептид               | Гастрин                                                            | ГРП          | стомак, дванаестопалачно црево        | Г ћелија                  |                |
| пептид               | Грелин                                                             |              | стомак                                | П/Д1 ћелије               |                |
| пептид               | Глукагон                                                           | ГЦГ          | панкреас                              | алфа ћелије               | цАМП           |
| пептид               | Гонадотропин - ослобађајући хормон                                 | ГнРХ         | хипоталамус                           |                           | ИП3            |
| пептид               | Хормон фактора раста                                               | ГХРХ         | хипоталамус                           |                           | ИП3            |
| пептид               | Људски хорионски гонадотропин                                      | хЦГ          | плацента                              | syncytiotrophoblast cells | цАМП           |
| пептид               | Људски плацентални лактоген                                        | ХПЛ          | плацента                              |                           |                |
| пептид               | Хромон раста                                                       | ГХ or хГХ    | предњи режањ хипофизе                 | соматотропе               |                |
| пептид               | Инхибин                                                            |              | тестиси                               | Сертоли ћелије            |                |
| пептид               | Инсулин                                                            | ИНС          | панкреас                              | бета ћелије               | тирозин киназе |
| пептид               | Инсулину сличан фактор раста (или соматомедин)                     | ИГФ          | јетра                                 |                           | тирозин киназе |
| пептид               | Лептин                                                             | ЛЕП          | сало                                  |                           |                |
| пептид               | Лутенизирајући хормон                                              | ЛХ           | предњи режањ хипофизе                 | гонадотропе               | цАМП           |
| пептид               | Меланоцит - стимулишући хормон                                     | МСХ or α-МСХ | предњи режањ хипофизе/pars intermedia |                           | цАМП           |
| пептид               | Окситоцин                                                          | ОКСТ         | Задњи режањ хипофиза                  |                           | ИП3            |
| пептид               | Паратироидни хормон                                                | ПТХ          | паратироидна жлезда                   | паратироидна ћелија       | цАМП           |
| пептид               | Пролактин                                                          | ПРЛ          | предњи режањ хипофизе                 | лактотрофи                |                |
| пептид               | Релаксин                                                           | РЛН          | променљиво                            |                           |                |
| пептид               | Секретин                                                           | СЦТ          | дванаестопалачно црево                | С ћелија                  |                |
| пептид               | Соматостатин                                                       | СРИФ         | хипоталамус, Лангерханскова острвца   | делта ћелије              |                |
| пептид               | Тхромбопоиетин                                                     | ТПО          | јетра, бубрег                         |                           |                |
| пептид               | Тироид-стимулишући хормон                                          | ТСХ          | предњи режањ хипофизе                 | тиротропи                 | цАМП           |
| пептид               | Тиреотропни-регулаторни хормон                                     | ТРХ          | хипоталамус                           |                           | ИП3            |
| стероид - glu.       | Кортизол                                                           |              | адренални кортекс (зона фасцикулата)  |                           | директно       |
| стероид - min.       | Алдостероне                                                        |              | адренални кортекс (зона гломерулоса)  |                           | директно       |
| стероид - пол (анд)  | Тестостерон                                                        |              | тестиси                               | Леудиг ћелије             | директно       |
| стероид - пол (анд)  | Дехидроепиандростерон                                              | ДХЕА         | различита                             |                           | директно       |
| стероид - пол (анд)  | Андростенедион                                                     |              | надбубрежна жлезда, гонада            |                           | директно       |
| стероид - пол (анд)  | Дихидротестостероне                                                | ДХТ          | различита                             |                           | директно       |
| стероид - пол (ест)  | Естрадиол                                                          | E2           | јајници                               | јајна ћелија              | директно       |
| стероид - пол (ест)  | Естерон                                                            |              | јајници                               | јајна ћелија              | директно       |
| стероид - пол (ест)  | Естриол                                                            |              | плацента                              | синцитиотрофобласте       | директно       |
| стероид - пол (про)  | Прогестерон                                                        |              | јајници, надбубрежна жлезда, плацента | јајна ћелија              | директно       |
| стерол               | Калцитриол (Витамин Д 3)                                           |              | кожа/проксималне тубула бубрега       |                           | директно       |
| еикосаноид           | Простагландини                                                     | ПГ           | семена кесица                         |                           |                |
| еикосаноид           | Леукотриени                                                        | ЛТ           |                                       | бела крвна зрнца          |                |
| еикосаноид           | Простациклин                                                       | ПГИ2         | ендотелиум                            |                           |                |
| еикосаноид           | Тромбоксан                                                         | ТХА2         |                                       | тромбоцити                |                |

## Значај хормона као биорегулатора
Хормони регулишу и одржавају целокупан метаболизам, састав крви и других телесних течности, нормално функционисање органа, врше контролу и обезбјеђују раст и развој различитих ткива, органа и целокупног организма. Скоро да нема процеса који није непосредно или посредно под утицајем једног или више хормона. Сваки хормон има специфичне утицаје на метаболизам и функцију посебних органа. Полни хормони утичу на развој примарних и секундарних полних карактеристика, кортизол утиче на метаболизам угљених хидрата, алдостерон на садрзај електролита итд. Услед недостатка, смањење синтезе или повећаног стварања хормона могу настати промене у хемијским реакцијама које ремете метаболизам и тако изазивају разне поремећаје и болести.